# Lucien Cossou
Lucien Cossou (ur. 29 stycznia 1936 w Marsylii) – francuski piłkarz pochodzenia benińskiego, występujący na pozycji pomocnika.
Z zespołem AS Monaco dwukrotnie zdobył mistrzostwo Francji (1961, 1963) i również dwukrotnie Puchar Francji (1960, 1963). W reprezentacji Francji w latach 1960-1964 rozegrał 6 meczów i strzelił 4 gole.